# 摩拉克斯
摩拉克斯（英語：Morax），是所羅門七十二柱魔神中排第21位的魔神，別名「佛拉克斯」（Farax）、「佛萊伊」（Foraii）。為地獄中的統領和伯爵，有三十個軍團(亦有一說，三十二個軍團)的惡魔受其領導。能教導天文學，及其他廣泛的科學，還能給予通曉藥草及珍貴石頭的使魔。相傳祂的外型是長了牡牛頭的人。但在《地獄辭典》中的插畫家科蘭·戴·布蘭西，是將其絵製成摩洛的樣子，並穿上中古世紀的衣服，坐在王座上，給人的印象很強烈。一般認為祂是從《舊約聖經》的〈利未記〉〈列王紀〉中記載的，亞們人信仰的神摩洛(Molech，或作Moloch )衍生而來的惡魔。雖然原點是由邪神摩洛而來，但是《雷蒙蓋頓》中的摩拉克斯卻差的多了。祂與斯托剌(Stolas，所羅門七十二柱魔神中的第36柱)和單卡拉比(Decarabia，所羅門七十二柱魔神中的第69柱)相同，可以讓人瞭解礦石與植物的秘密，授予人占星術的知識等等，能力上並不特別。相傳也可以給予魔法師們供人差遣的精靈。

## 流行文化
- 遊戲《原神》中的岩神鍾離的神名。